# تیموتی هانتر
تیموتی هانتر (به انگلیسی: Timothy Hunter) یک شخصیت خیالی در کتاب‌های کامیک آمریکایی منتشر شده توسط دی‌سی کامیکس است. این شخصیت توسط نویسنده نیل گیمن و طراح جان بولتون خلق شده‌است؛ که برای اولین بار در شمارهٔ ۱ از مجموعه محدود کتاب‌های جادو (ژانویه ۱۹۹۰) حضور پیدا کرد. تیموتی هانتر یک مرد جوان اهل لندن، با پتانسیل تبدیل شدن به بزرگترین جادوگر زمان خود است.